# جاك هيسلوب هاريسون
جاك هيسلوب هاريسون (بالإنجليزية: Jack Heslop-Harrison)‏ جندي وعالم نبات بريطاني.